# Крумбигель, Себастьян
Себастьян Крумбигель (нем. Sebastian Krumbiegel; род. 5 июня 1966, Лейпциг, ГДР) — немецкий певец и музыкант, участник группы «Die Prinzen», сольный исполнитель.

## Биография
Родился в 1966 году в Лейпциге в семье химика Петера Крумбигель и музыковеда Корнелии Крумбигель — директора музея И. С. Баха и дочери оперной певицы Филине Фишер. Себастьян Крумбигель был назван в честь великого композитора Иоганна Себастьяна Баха.
Несмотря на то, что Себастьян вырос в христианской семье, в 1990 году он покинул церковь. С 1976 года Крумбигель посещал Хор Святого Фомы и Школу Святого Фомы в Лейпциге, которую закончил в 1985 году. Уже в этот период, в 1981 году, Себастьян Крумбигль вместе с Вольфгангом Ленком основывают рок-группу «Phoenix».
До и в течение службы в армии (1985—1987 гг.) он пел в группе «Rockpol». С 1987 по 1991 годы Себастьян учится в Лейпцигской высшей школе музыки и театра на отделении ударных инструментов и вокала. Во время обучения Крумбигель основывает группу «Die Herzbuben», одну из самых популярных немецких групп 90-х годов. В состав группы вошли так же Вольфганг Ленк, Йенс Сембднер и, с 1990 года, Генри Шмидт. В 1991 году в состав группы вошел так же Тобиас Кюнцель. В этом же году группа меняет свое название на «Die Prinzen».
В 1995 году Крумбигель женится. В 1998 году он открывает новый проект «Club Geheimrat» и вместе с Али Зиме (ударник «Die Prinzen») начинает работу над сольным диском «Krumbiegel — Kamma mache nix», который вышел в 1999 году. В 2004 году выходит второй сольный альбом певца, который носит название «Geradeaus abgebogen». Альбом был записан с продюсером Ральфом Голдкиндом, совместно с Томасом (гитара) и Джони (барабан) Баумгертелями и Кнутом Кнутсоном.
В марте 2010 года вышел альбом «Tempelhof», созданный С.Крумбигелем в сотрудничестве с группой «Die Feinen Herren». Весной 2010 года певец вместе с группой «Die Feinen Herren» гастролировал по Германии.
В 2005 году С.Крумбигель сыграл свою первую роль в фильме «Макс и Мориц: Перезагрузка».
Как и прежде С.Крумбигель является участником группы «Die Prinzen». В 2016 году группа отметила свой 25-летний юбилей гастрольным туром «25 Jahre auf Bewährung» по Германии.

## Премии и награды
2015 — премия «Бэмби» в номинации «Musik National». Победителями вместе с Себастьяном Крумбигелем стали так же: Ксавьер Найду, Андреас Бурани, Кристина Штюрмер, Ивонн Каттерфельд, Хартмут Энглер, Даниель Виртц и Тобиас Кюнцель, выпустившие совместный альбом в рамках музыкального шоу «Sing meinen Song — Das Tauschkonzert».

## Альбомы
- 1999: Kamma mache nix
- 2004: Geradeaus abgebogen
- 2005: Max und Moritz Reloaded Soundtrack
- 2007: Ängste und Träume (Hörbuch)
- 2010: Tempelhof
- 2012: Solo am Piano
- 2014: Ein Mann, sein Klavier und ihr
- 2015: Sing meinen Song — Das Tauschkonzert Vol. 2 (совместно с Тобиасом Кюнцелем, Ксавьером Найду, Кристиной Штрюмер, Даниелем Виртцом, Андреасом Бурани, Хартмутом Энглером и Ивонн Каттерфельд)

## Фильмография
- 1998: Mulan (озвучивание/Чьен-По/исполнение песен)
- 2005: Max und Moritz Reloaded
- 2008: Kevin — Integration eines Mythos
- 2008: 3. Oktober — Tag der deutschen Einheit am Brandenburger Tor
- 2009: Dicke Hose
- 2012: Der verlorene Sohn: Uwe Böhnhardt — Der Weg in den Untergrund
- 2015: Sing meinen Song — Das Tauschkonzert